# Casa de Bonaventura Bassegoda i Amigó
La casa de Bonaventura Bassegoda i Amigó és un edifici del municipi del Masnou (Maresme) protegit com a bé cultural d'interès local.

## Història
Fou la casa de l'arquitecte Bonaventura Bassegoda Amigó, i ell mateix la va projectar l'any 1909. Antigament era coneguda com a ca l'Antònia de la Llet. Actualment també és coneguda com a Can Joan de la Llet.

## Descripció
És una casa entre mitgeres de planta rectangular alineada al pla del carrer que consta de planta baixa, dos pisos i un terrat. La planta baixa és ocupada per la porta d'accés i una finestra; el primer pis està format per dos grans balcons que ocupen la major part de la façana; el segon pis el componen quatre finestres d'arc rebaixat separats per columnetes.
Exteriorment tota la importància recau sobre la façana. La façana es disposa simètricament: a la planta baixa, la porta d'accés i la finestra lateral enreixada; el pis principal s'obre amb dos grans balcons d'arcs apuntats ornats amb ceràmica i un escut de Sant Jordi esculpit al centre. La decoració és absolutament eclèctica: mosaics de rajola als voltants de les finestres dels balcons, capitells amb elements vegetals, i al centre de la façana un element ornamental amb la figura de Sant Jordi. Als mosaics ceràmics s'hi pot observar una rosa i un compàs, símbols de la professió d'arquitecte. El pis superior, de menor alçada, presenta una galeria de quatre arcs carpanells entre columnes. Corona l'edifici la barana del terrat, que combina l'obra i el ferro.